# Алатський район

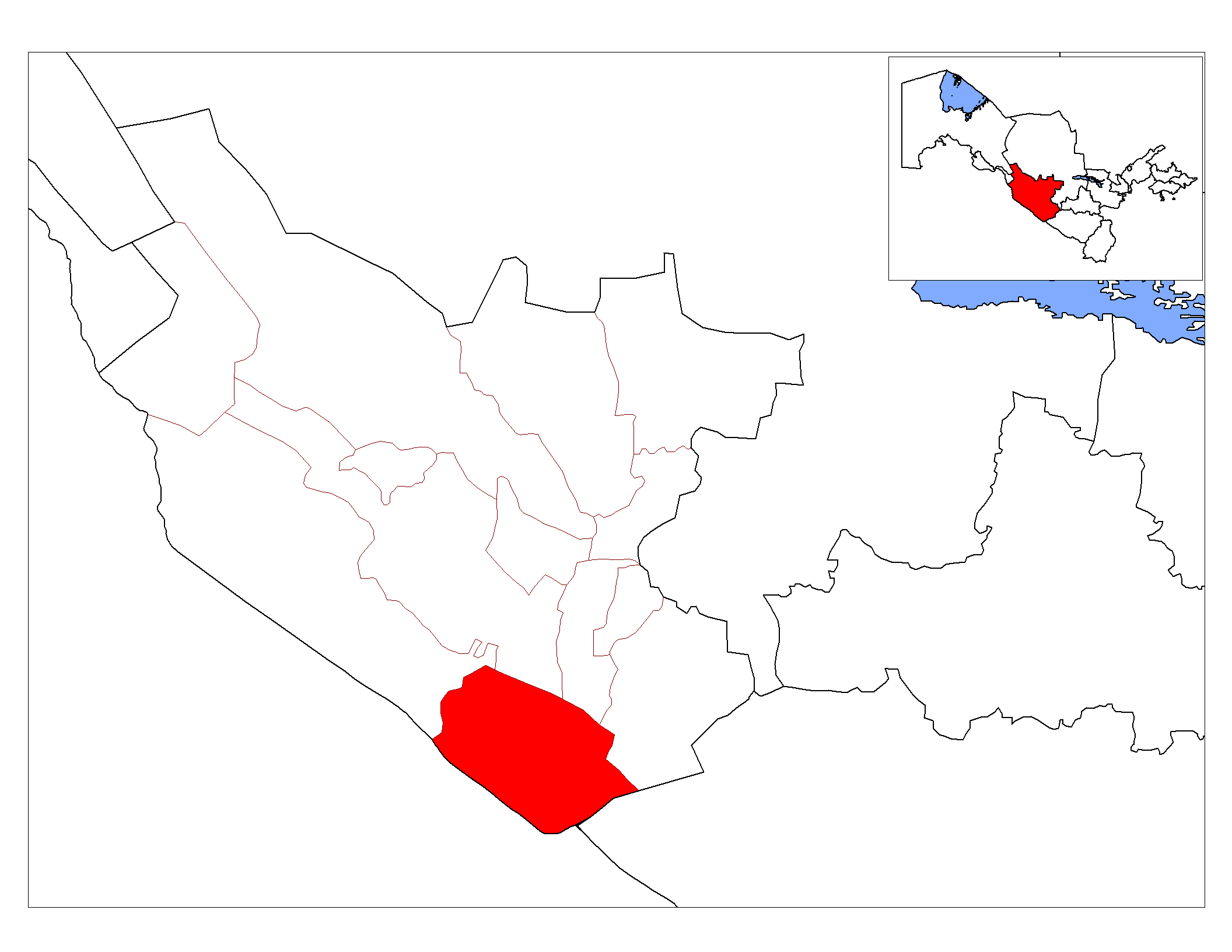
Розташування району в Бухарській області.

Алатський район (узб. Олот тумани, Olot tumani) — район у Бухарській області Узбекистану. Розташований у південній частині області. Утворений 26 грудня 1973 року. Центр — місто Алат.
| Узбекистан | Це незавершена стаття з географії Узбекистану. Ви можете допомогти проєкту, виправивши або дописавши її. |